# Passalus barrus
Passalus barrus là một loài bọ cánh cứng trong họ Passalidae. Loài này được Boucher & Reyes-Castillo miêu tả khoa học năm 1991.